# 马世奇
馬世奇（1584年—1644年），字君常，號素修，直隸常州府無錫縣人，明末政治人物，東林黨人。

## 生平

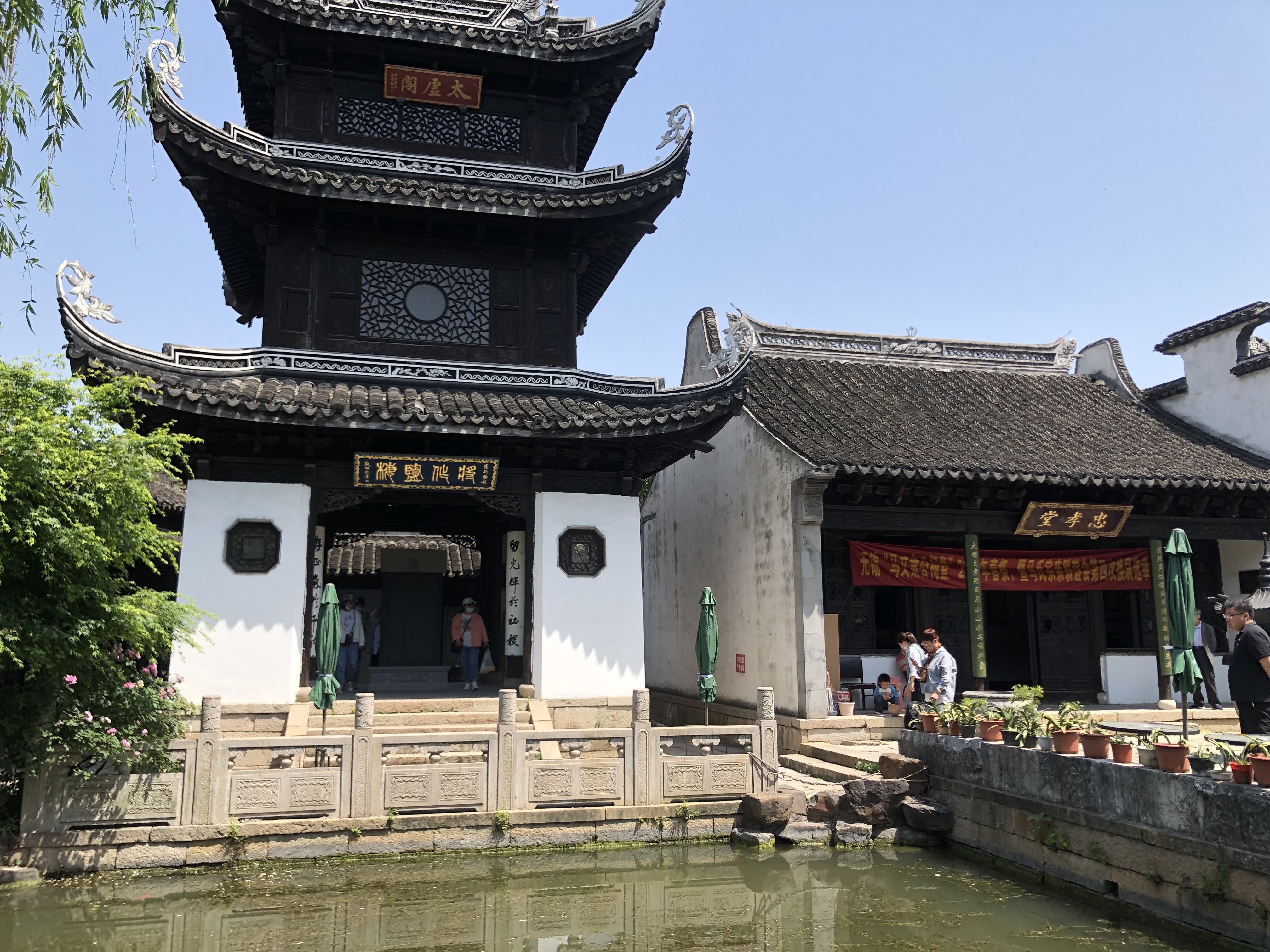
今无锡惠山留有始建于顺治年间的马文肃公祠，主祀马世奇

馬世奇幼年好學，有文名，天啓四年（1624年）舉甲子科應天鄉試，崇禎四年（1631年）成進士，選為庶吉士，授翰林院編修。官至左庶子，清廉耿介，好扶掖後進；擔任朝廷使者奉谕山东、湖广、江西诸藩時，世奇也是絕不接受賄賂餽贈。崇禎十五年，當周延儒再次復相時，他向馬世奇詢問時務要務，而馬世奇則請他專注於蠲免拖欠賦稅以苏民困，後來被周延儒實現。
崇禎晚年，明廷陷入更嚴重的內憂外患之中，崇禎帝多次召問廷臣除寇之策，馬世奇回答說：“闖、獻二賊，除獻易，除闖難。人心畏獻而附闖，非附闖也，苦兵也。今欲收人心，惟敕督撫鎮將嚴束部伍，使兵不虐民，民不苦兵，則亂可弭。”，上書受到崇禎帝的稱讚。崇禎十七年三月十九日，京城被李自成攻破，馬世奇回到家後嘆息說“事不可為矣。”崇禎十七年（1644年）李自成破北京，自縊死，二妾亦隨死。贈禮部右侍郎，諡文忠。
吳鍾巒聽說北京失陷，流涕說：“馬君常必能死節”，果然如此。與龔廷祥、華允誠並稱“錫山三忠”。清康熙十年，賜諡“文肅”，乾隆四十年，改諡“忠肅”。

## 家族
曾祖纯，庠生。祖父馬濂，官廣西桂林知府。父馬希尹，教授。孫馬翀（字雲翎，號蝶園）。

## 延伸阅读
[在维基数据编辑]
 《明史卷二百六十六》，出自《明史》